# Star Air Cargo
Star Air Cargo — південноафриканська вантажна авіакомпанія зі штаб-квартирою в Йоганнесбурзі (ПАР).

## Флот
Станом на 21 грудня 2008 року повітряний флот авіакомпанії Star Air Cargo складали наступні літаки:
- 2 Boeing 737-200 (один літак працює під фрахтом у авіакомпанії Air Charter Africa)